# Kazunari Ninomiya
Kazunari Ninomiya (japanska: 二宮和也?, Ninomiya Kazunari), född den 17 juni 1983 i Tokyo, är en av medlemmarna i den populära j-pop-gruppen Arashi.
Ninomiya, eller Nino som han kallas, är en av de multibegåvade idolerna i Japan och är känd som en talangfull skådespelare med ett flertal filmpriser som bevis. Han spelade menige Saigo i Clint Eastwoods krigsfilm Letters from Iwo Jima (2006). Emellertid skulle den karriär som gjort honom så känd ha kunnat gå förlorad för honom, då han till en början inte ville gå till intagningen för Johnny's talangagentur. Det var hans mamma som fick muta honom med 5 000 yen (cirka 40 dollar) och ett löfte om att han efteråt skulle få spela baseball. Han klarade intagningen och har sedan dess kommit att bli oerhört populär, till största delen tack vare Arashi, men även för sina skådespelartalanger.
Tillsammans med gruppmedlemmen Jun Matsumoto är han en av Japans mest framgångsrika unga skådespelare och sägs ha förmågan att "agera med ögonen". I hans senaste dramaserie, "Yamado Taro Monogatari", spelar han mot sin närmaste vän inom Arashi, Sho Sakurai, i en av huvudrollerna. Nino är en självlärd gitarrspelare och gymnast och spelar en rad olika musikinstrument. Trots det ses han oftast med en spelkonsol i handen istället och har offentligt erkänt att han är en nörd. Han är väldigt förtjust i rollspel så som Dragon Quest.